# Sinagoga Alta (Praga)
La Sinagoga Alta (in ceco Vysoká synagoga) è una sinagoga che si trova a Praga.
Finanziata da Mordechai Maisel e modellata sulla Sinagoga Alta di Cracovia venne terminata nel 1568, lo stesso anno del municipio ebraico. 
L'edificio fu progettato da P. Roder in stile rinascimentale come luogo di predicazione per i consiglieri del municipio ebraico. Al centro si trova il bimah e il soffitto a stucco presentava una volta gotica.
Nel 1689 la sinagoga fu distrutta dal grande incendio del 1689 e successivamente ricostruita nel 1883 semplificandone la facciata.
Nel 1907 l'ingresso orientale venne chiuso a favore di un nuovo ingresso in Červená ulice.